# Lipnice (rod rostlin)
Lipnice (Poa) je rod trav, tedy rostlin z čeledi lipnicovitých (Poaceae). Jedná se o jednoleté i vytrvalé byliny. Jsou hustě nebo i volně trsnaté, vytváří výběžky. Listy jsou ploché nebo štětinovitě svinuté, na vnější straně listu se při bázi nachází jazýček. Květy jsou v kláscích, které tvoří latu. Klásky jsou zboku smáčklé, zpravidla vícekvěté (nejčastěji 2–10 květů). Na bázi klásku jsou 2 plevy, pluchy jsou zpravidla bez osin. Na hřbetě pluchy bývá při bázi chomáček vlnatých měkkých chlupů. Plušky jsou suchomázdřité. Plodem je obilka, která je elipsoidní a okoralá. Na světě se vyskytuje asi 500 druhů, hlavně v mírném pásu obou polokoulí.

## Druhy rostoucí v Česku
V České republice roste 16 druhů z rodu lipnice. Významným druhem rostoucím na lukách je lipnice luční (Poa pratensis). Druh lipnice úzkolistá (Poa angustifolia) je blízce příbuzná lipnici luční a někteří autoři pochybují o taxonomické hodnotě druhu. Obsazuje sušší stanoviště a má na rozdíl od lipnice luční štětinovitě svinuté listy. Dalším blízce příbuzným druhem je lipnice namodralá (Poa humilis, syn. Poa subcaerulea), kterou najdeme spíše ve vyšších polohách. Běžným druhem vlhčích a stinnějších míst je lipnice obecná (Poa trivialis). Druh je nápadný svým dlouhým jazýčkem. Vlhká místa obsazuje (alespoň většinou, tedy s výjimkou subsp. xerotica) lipnice bahenní (Poa palustris). Jednoletým druhem je lipnice roční (Poa annua), velmi hojný druh v krátkostébelných trávnících a na zatravněných cestách. Velmi podobná lipnice nízká (Poa supina) roste na lesních cestách spíše ve vyšších polohách a častěji v západních částech České republiky než na východní Moravě. Velmi hojným druhem světlých lesů nižších poloh je lipnice hajní (Poa nemoralis). Lipnice smáčknutá (Poa compressa) je spíše suchomilný druh skal, zdí nebo lomů. Jev zvaný živorodost (viviparie) se často vyskytuje u lipnice cibulkaté (Poa bulbosa), která obsazuje také suchá stanoviště, někdy i světlé lesy. Naopak horským druhem je lipnice širolistá (Poa chaixii), která je nápadná svými širokými listy a celkovou robustností. Podobným druhem je lipnice oddálená (Poa remota), která roste ve vlhkých lesích spíše vyšších poloh. Lipnice bádenská (Poa badensis) roste na vápencových skalách a patří do kategorie C2 mezi silně ohrožené druhy. Kriticky ohroženým druhem (C1) je lipnice alpská (Poa alpina), která roste ve Velké kotlině v Jeseníkách a kdysi též na Šumavě. Silně ohroženým druhem (C2) je lipnice plihá (Poa laxa), která roste v ČR pouze v Krkonoších. Lipnice jesenická (Poa riphaea) je kriticky ohroženým druhem (C1). Jedná se o endemit Jeseníků, jeho jediné stanoviště jsou Petrovy kameny.

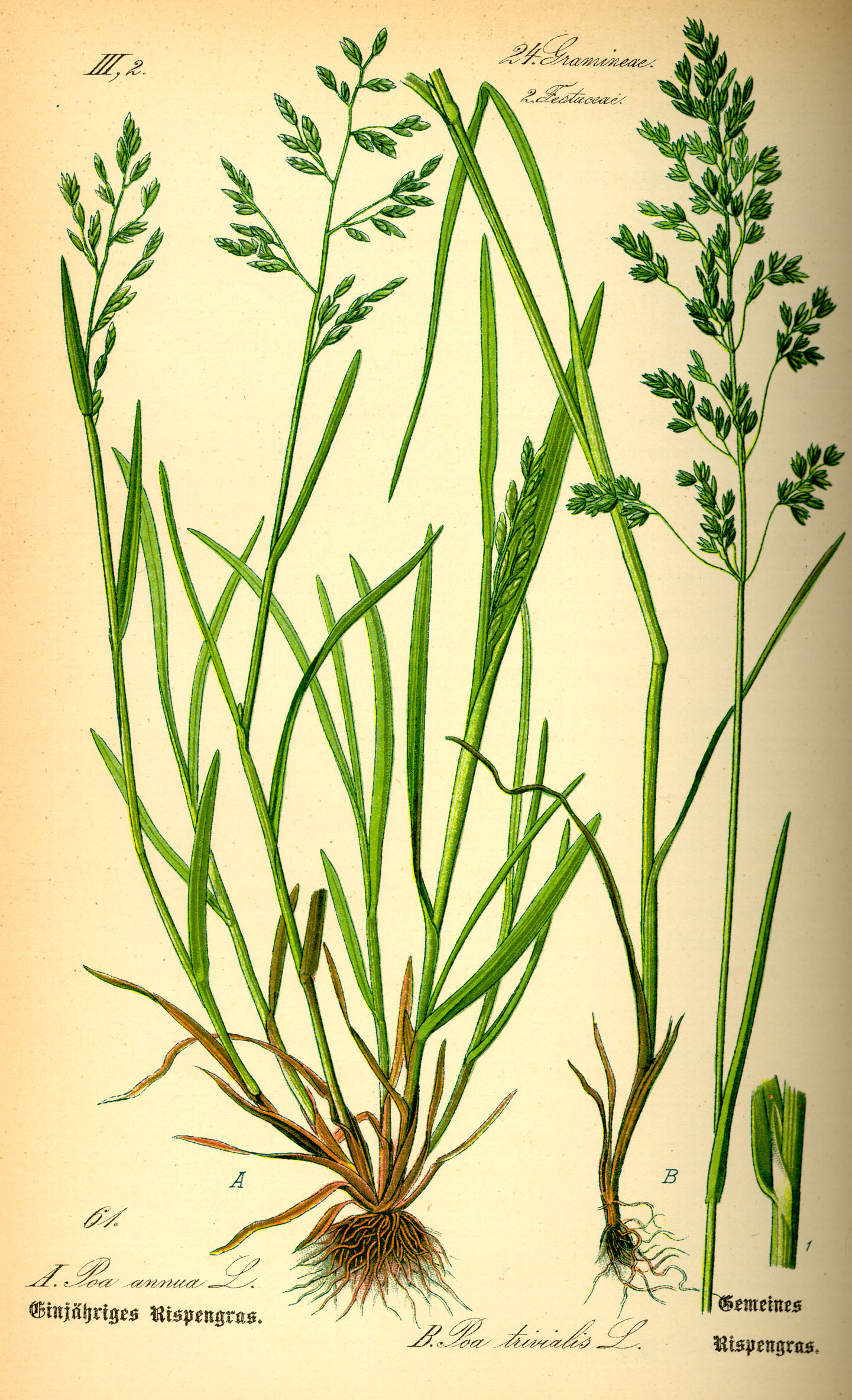
Lipnice obecná (Poa trivialis)

## Zástupci
- lipnice alpská (Poa alpina)
- lipnice bádenská (Poa badensis)
- lipnice bahenní (Poa palustris)
- linice cibulkatá (Poa bulbosa)
- lipnice hajní (Poa nemoralis)
- lipnice jesenická (Poa riphaea)
- lipnice luční (Poa pratensis)
- lipnice namodralá (Poa humilis)
- lipnice nízká (Poa supina)
- lipnice obecná (Poa trivialis)
- lipnice oddálená (Poa remota)
- lipnice plihá (Poa laxa)
- lipnice roční (Poa annua)
- lipnice smáčknutá (Poa compressa)
- lipnice širolistá (Poa chaixii)
- lipnice úzkolistá (Poa angustifolia)